# Сильный Ганс
«Сильный Ганс» (нем. Der starke Hans) — сказка братьев Гримм о приключениях могучего юноши, освободителя своей матери от разбойников и своей будущей невесты от злого карлика. В сборнике сказок братьев Гримм находится под номером 166, по системе классификации сказочных сюжетов Aарне-Томпсона представлена номерами 650 A, 301

## Сюжет
Мать с двухлетним сыном Гансом похищают в лесу разбойники, атаман обещает, что ей не причинят зла, если она согласится вести хозяйство в их пещерном жилище. Подросший двенадцатилетний сын избивает дубиной пьяную шайку, и возвращается вместе с матерью в отцовский дом. Пожив какое-то время с родителями, он уходит постранствовать, а, обладая от природы огромной силой, берёт с собой дорожный посох два с половиной пуда весом.
По пути юноша встречает человека, крутящего сосну как обычный канат. Назвал его Закруткой, и взял с собой. Спустя некоторое время встретился им человек, кулаком дробящий скалу. Назвал Ганс того Дробилой и позвал в спутники. Дошли они до заброшенного замка, где на Ганса бросился кабан, которого тот сразил своим посохом с одного удара. Поселились товарищи с замке и условились поочерёдно по двое ходить на охоту, а один бы варил в это время мясо по девять фунтов на каждого. Первым выпало остаться Закрутке. Тут объявился у замка карлик, который избил Закрутку, но тот ничего не сказал товарищам. То же самое повторилось с Дробилой. Ганс же смог одержать верх и сам побил злого человечка, причём заметил лесную пещеру, в которой укрылся карлик.
Об инциденте Ганс рассказал своим друзьям, затем они взяли корзину и толстый канат, и спустили юношу на дно пещеры. Там томилась в цепях прекрасная королевская дочь, которую похитил граф-злодей и посадил карлика стеречь. Убив карлика, Ганс посадил красавицу в корзину, и дал сигнал товарищам наверху. После того как королевну подняли, настала очередь Ганса, но тот решил подстраховаться и положил в корзину вместо себя палицу: «Они уж выказали своё лукавство в том, что ничего не сказали мне о карлике, кто их знает, что теперь у них на уме». И действительно, как только корзина поднялась до середины высоты, бесчестные товарищи сбросили её вниз. Спустя время, Ганс снял с руки мертвого карлика кольцо, владельцу которого подчинялись воздушные духи. Духи доставили Ганса на корабль, плывший с его бывшими спутниками и освобождённой красавицей. Выбросив Закрутку с Дробилой за борт, Ганс привёз красавицу к своим родителям, где с ней и обвенчался. «И веселью их конца не было».